# 良い天使と悪い天使

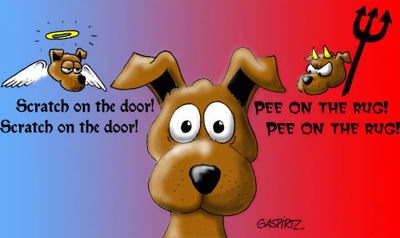
耳元でささやく天使たち
良い天使:ドアを引っかくだけにしておきなさい！
悪い天使:敷物に小便してしまえ！

良い天使と悪い天使(Good and Bad Angels)または肩の上の天使(Shoulder angel)とは、ストックキャラクターの一種で、作劇において登場人物の道徳的ジレンマを描くための手段である。良い天使と悪い天使（悪魔）に仮託して人物の内的葛藤を表現する手法は中世劇にまで遡ることができる。
たいていある人物（の特に顔）がクローズアップされて、その耳元で2人の天使がそれぞれ善と悪の見地からどういう行動をとるべきかの助言を行う。この人物は、自分の抱える問題ととりうる行動について以前よりも自覚的になる。物語の進行を意図的に遅くすることで、内省の時間が生まれる。登場人物と天使同士が会話をすることはあまりないが、趣向としてはありうる。
クリストファー・マーロウの『フォースタス博士』（16世紀）におけるこの良い天使と悪い天使の対立は、単に人物の内的葛藤の表現ではなく、外的な現実世界で拮抗する善と悪の象徴としてみることも可能である。